# Cantone di Riom-Ovest
Il Cantone di Riom-Ovest era una divisione amministrativa dell'arrondissement di Riom.
È stato soppresso a seguito della riforma complessiva dei cantoni del 2014, che è entrata in vigore con le elezioni dipartimentali del 2015.
Comprendeva parte della città di Riom e i comuni di
- Châteaugay
- Enval
- Malauzat
- Marsat
- Mozac
- Volvic